# (7409) 1990 BS
A (7409) 1990 BS a Naprendszer kisbolygóövében található aszteroida. Masaru Arai és Hiroshi Mori fedezte fel 1990. január 21-én.